# Dalechampia bidentata
Dalechampia bidentata är en törelväxtart som beskrevs av Carl Ludwig von Blume. Dalechampia bidentata ingår i släktet Dalechampia och familjen törelväxter. Inga underarter finns listade i Catalogue of Life.